# Липки (Киев)
Ли́пки (укр. Липки) — историческая местность в Печерском районе центра Киева. Де-факто считается правительственным кварталом, так как там находятся офис президента Украины, здание правительства Украины, здание парламента, национального банка, верховного суда (Кловский дворец) и ряд других государственных организаций.
Так же знаменит своей архитектурой, архитектурное разнообразие дворцов XVIII века, роскошных особняков второй половины XIX века и обилие эклектичных доходных домов в стиле Ар-Нуво, неоренессанс и неоготика привлекают большое киевлян и туристов.
Во времена царской России Липки считался районом фешенебельных особняков высопоставленных царских сановников и аристократии. В советское время здесь были расположены жилые дома номенклатурных работников, а в прилегающих улицах — основные учреждения государственной власти.
Липки расположены между улицами Михаила Грушевского, Банковой, Лютеранской, Академика Богомольца, Виноградным и Крепостным переулками. Входят в состав Печерского района.

## История
Название — от липовой аллеи, посаженной в середине XVIII века около Кловского дворца и вдоль современной Липской улицы.
В ходе интенсивной застройки Липок в 1830-е годы аллея была вырублена. Новая застройка оказалась своевременной, ввиду быстрого разрастания города и необходимости переселения жителей Подола, часто страдавшего от разрушительных наводнений и пожаров. В новом микрорайоне, располагавшемся в направлении к речке Лыбедь, интенсивно стали осваиваться и свободные от жилья участки Печерска. Поскольку земля здесь была дорогая, то селилась на Печерске преимущественно знать. Так и появились аристократические Липки, где вырастали преимущественно особняки городской администрации, купцов, отставных военных. Но память о липовых насаждениях сохранилась — и в названии микрорайона, и в имени Липской улицы. Равно как о прошлом говорила и улица Шелковичная.
Насаждений шелковицы на Печерске и вообще в Киеве было много. Ещё знаменитый путешественник П. Алеппский, посетивший город в 1653 году, отмечал обилие в садах и прочих насаждениях большого количества фруктовых и ягодных деревьев и кустарников. К ним относилась и вкусная шелковица.
Благодаря высокопоставленным жильцам, улицы Липок приобретали известность. Достаточно вспомнить помещиков Ганских, в чьем доме бывал Оноре де Бальзак, добрую знакомую Ференца Листа княгиню Сайн-Витгенштейн и менее титулованных. На углу улиц Шелковичной и Институтской, стоял дом коменданта Киевского арсенала А. Иванова, усадьбу которого город приобрел для героя Отечественной войны генерала Николая Раевского. Позже этот особняк занимали генерал-губернаторы, включая и Павла Скоропадского. «Пахнут смертью господские Липки» — сказано в стихотворении Осипа Мандельштама «Как по улицам Киева-Вия…». Престижный статус района сохраняется и в наше время.

## Памятники архитектуры
Примеры самых известных и значемых зданий:

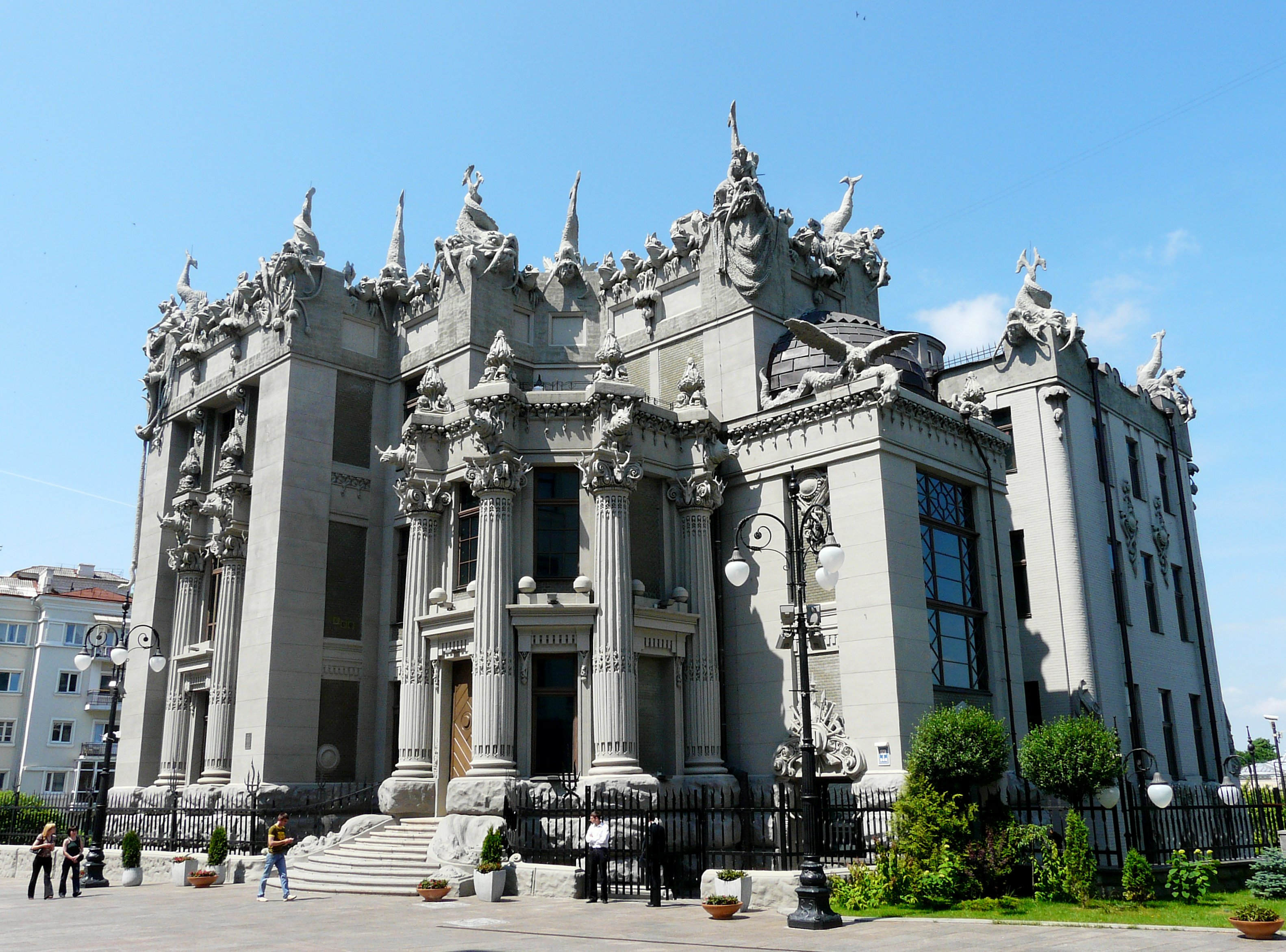
Дом с химерами. Бывший особняк архитектора В. В. Городецкого (стиль модерн). Одна из главных достопримечательностей города, шедевр архитектуры.
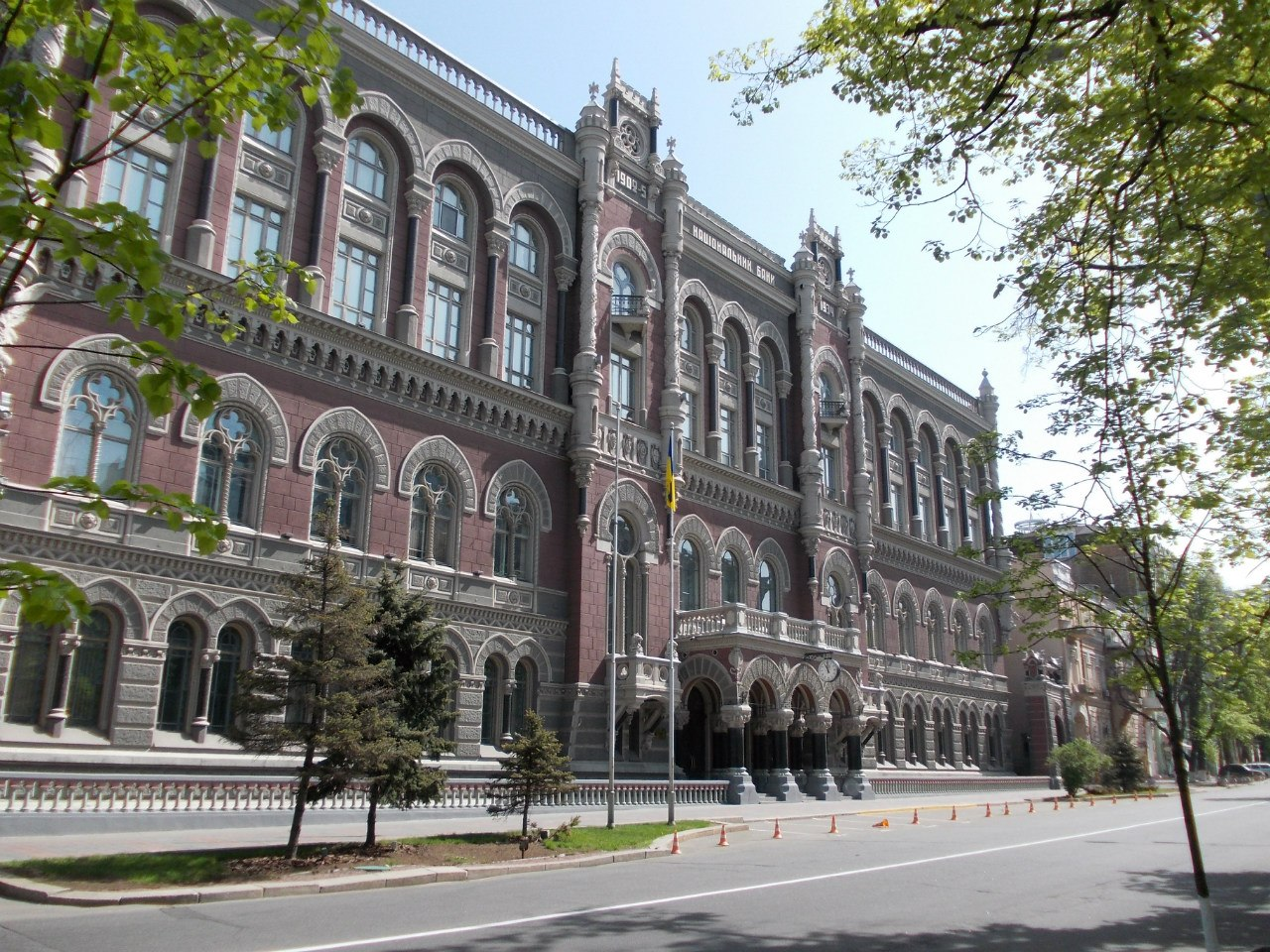
Здание Национального банка Украины (1902—1905 гг.) — архитекторы Александр Кобелев и Александр Вербицкий.
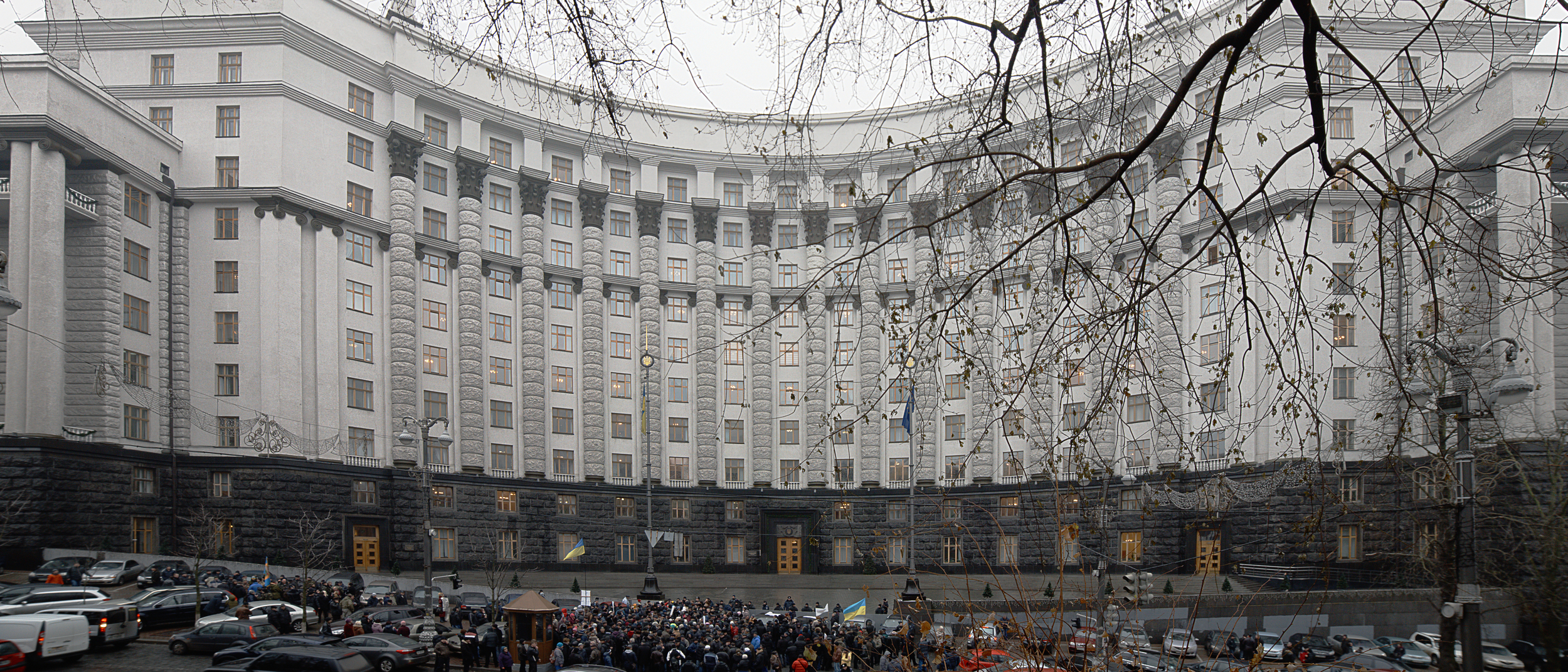
Дом Правительства Украины. Самое высокое административное здание города (67 метров). Построен в 1936-1938 годах.
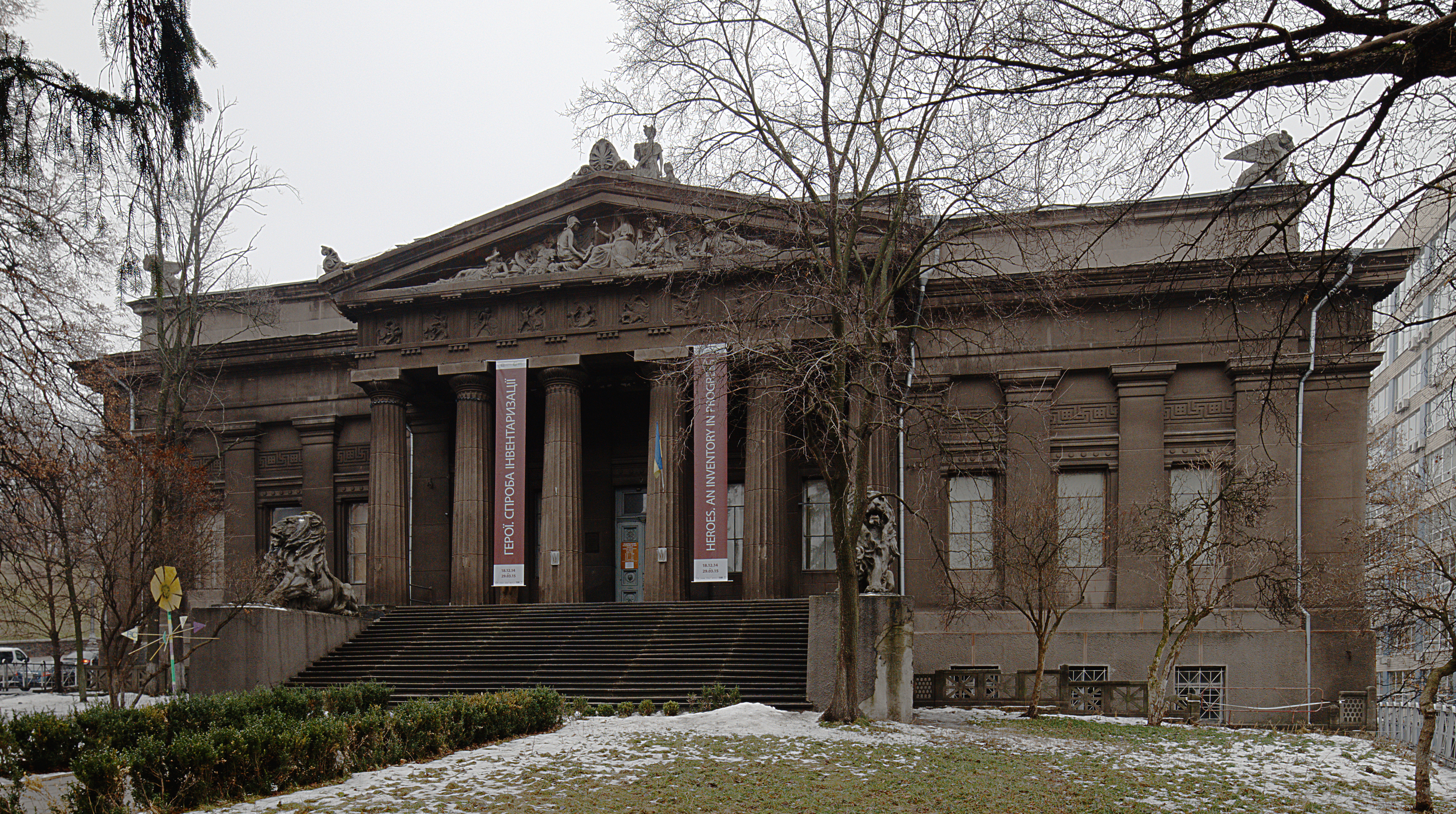
Национальный художественный музей Украины. 1899 год постройки.
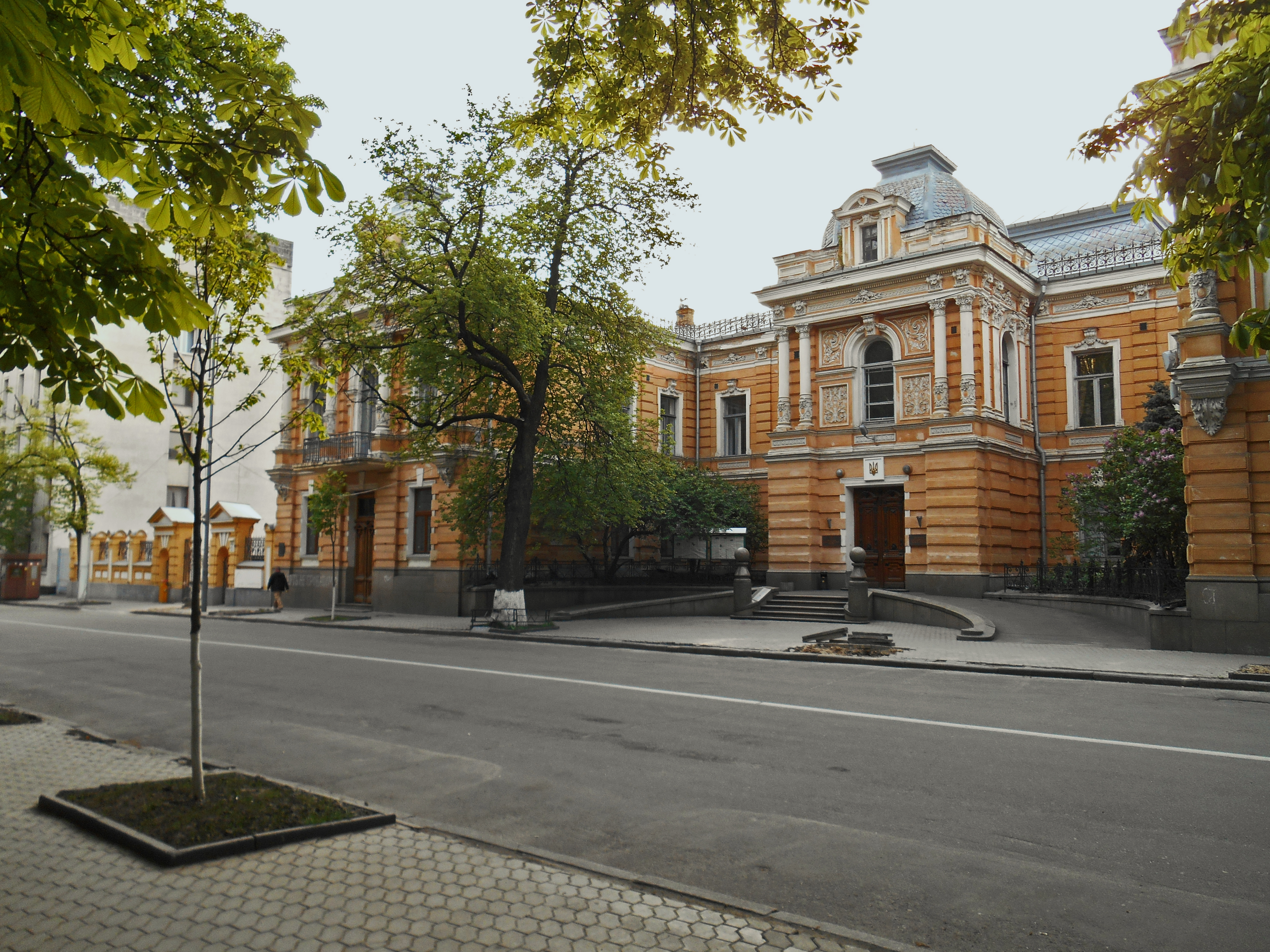
Особняк Либермана. Выстроен в стиле историзма в 1879 году.
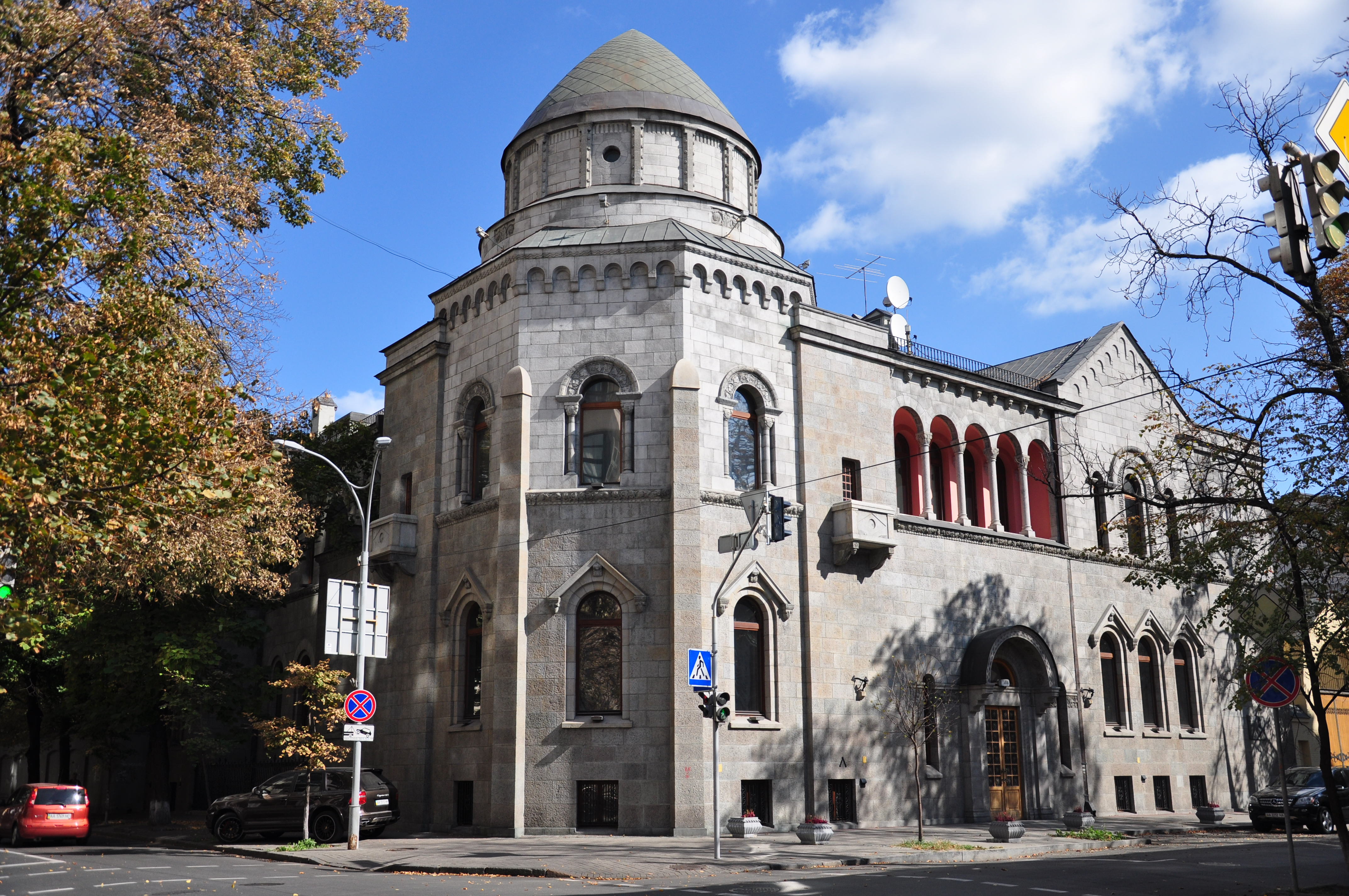
Особняк Ковалевского (также известный как Арабский дом) – необычный модернистский особняк, построенный в неороманском стиле в 1913 году.
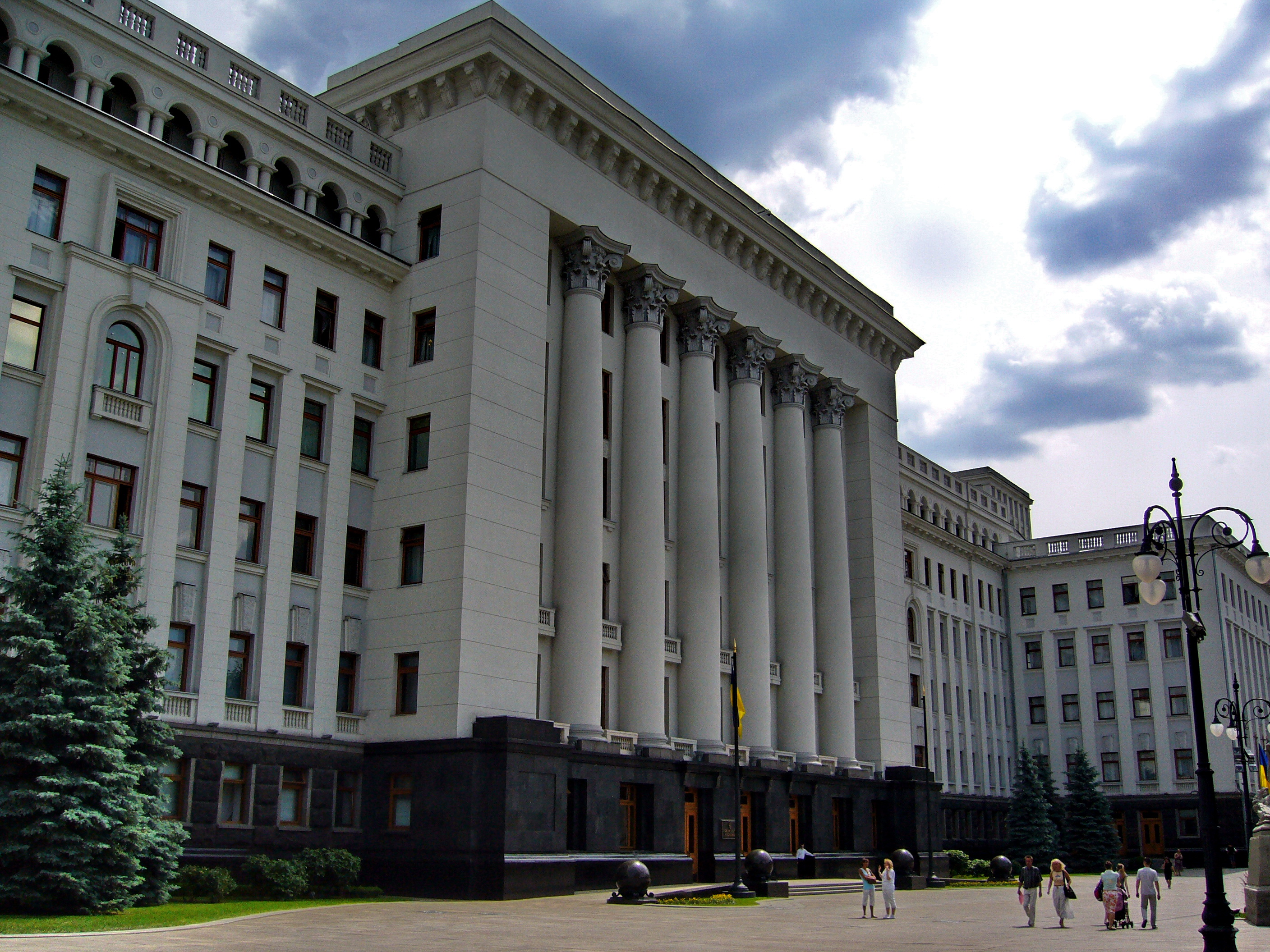
Администрация Президента Украины. Бывший штаб Киевского военного округа (построен в 1936—1939 годах архитектором Григорьевым). После Великой Отечественной войны в здании разместилось ЦК КПУ. При строительстве этого здания был уничтожен особняк композитора и директора музыкального училища В. Пухлицкого. В его доме в 1890-е годы жил и работал известный русский художник Михаил Нестеров.
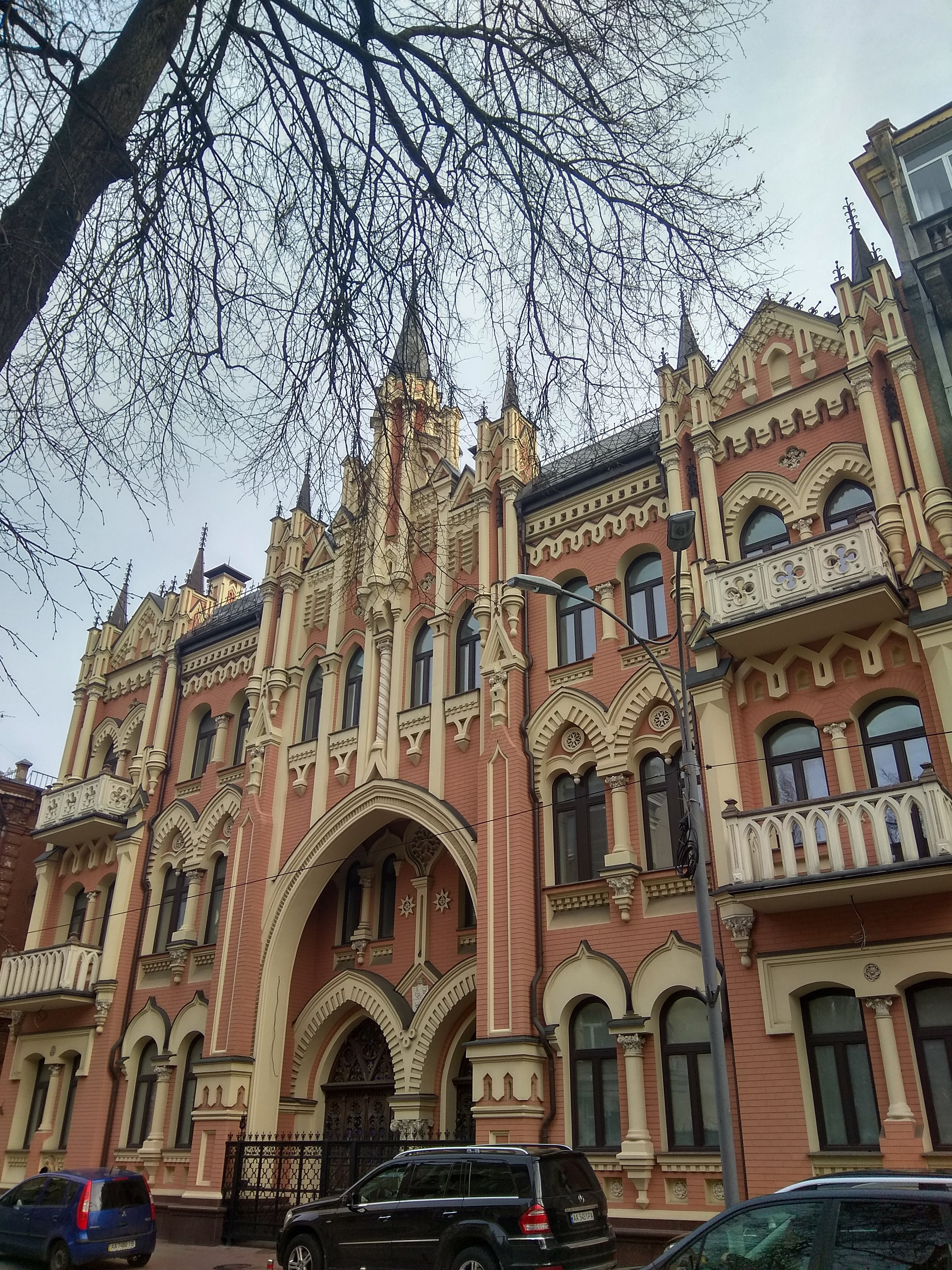
Дом Икскюль-Гильденбанда. Этот шестиквартирный дом был построен в 1891 году в псевдоготическом стиле. Он принадлежал к знатному роду немецких баронов Икскюль-Гильденбандов.
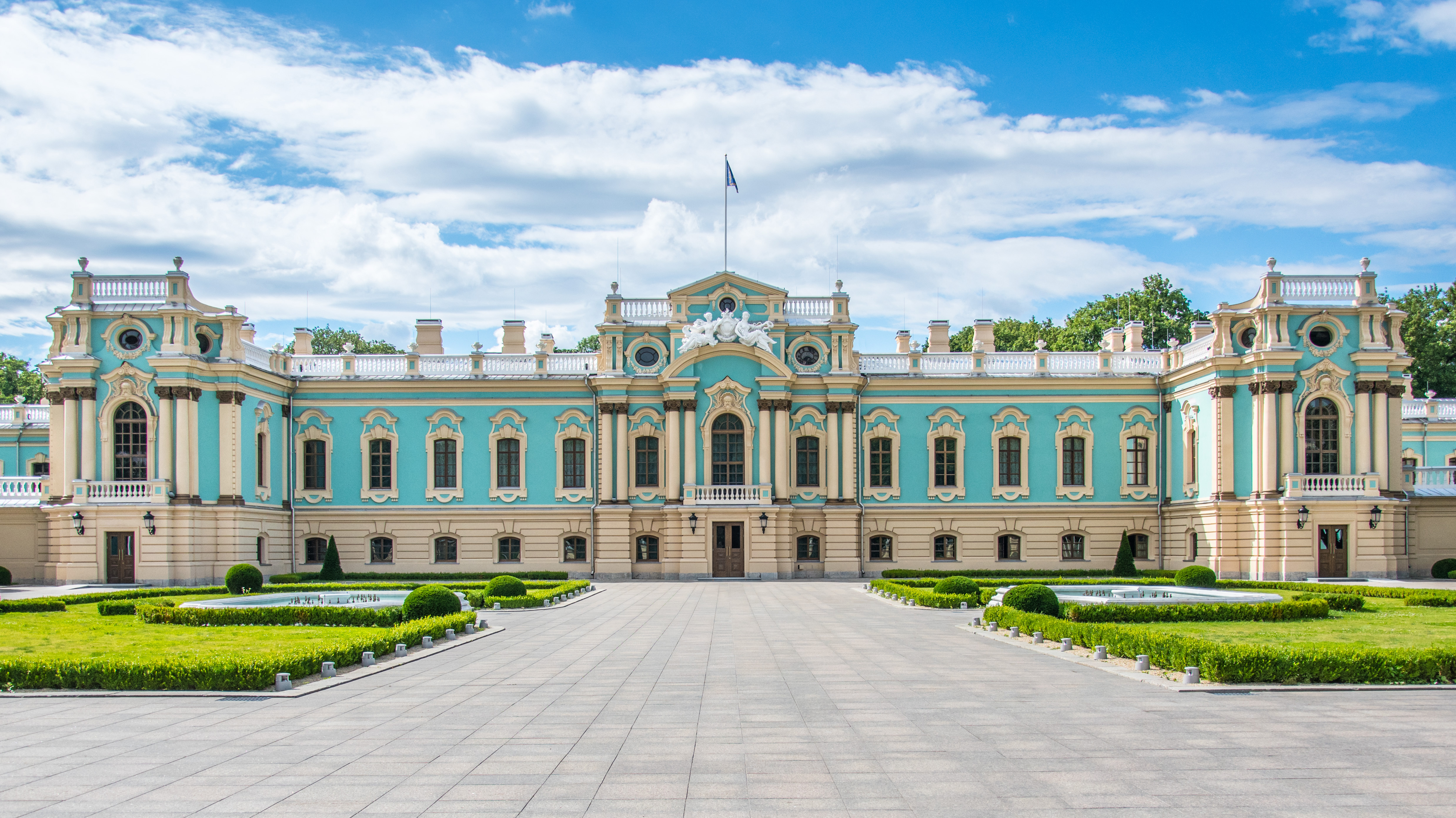
Мариинский дворец – самый известный дворец Киева. Он был построен в 1744 году по приказу императрицы Елизаветы Петровны.
Кловский дворец, построенный в 1756 для размещения представителей царской фамилии, посещавших Киево-Печерскую лавру. По первоначальному назначению никогда не использовался. С 2003 г. — место нахождения Верховного суда Украины.
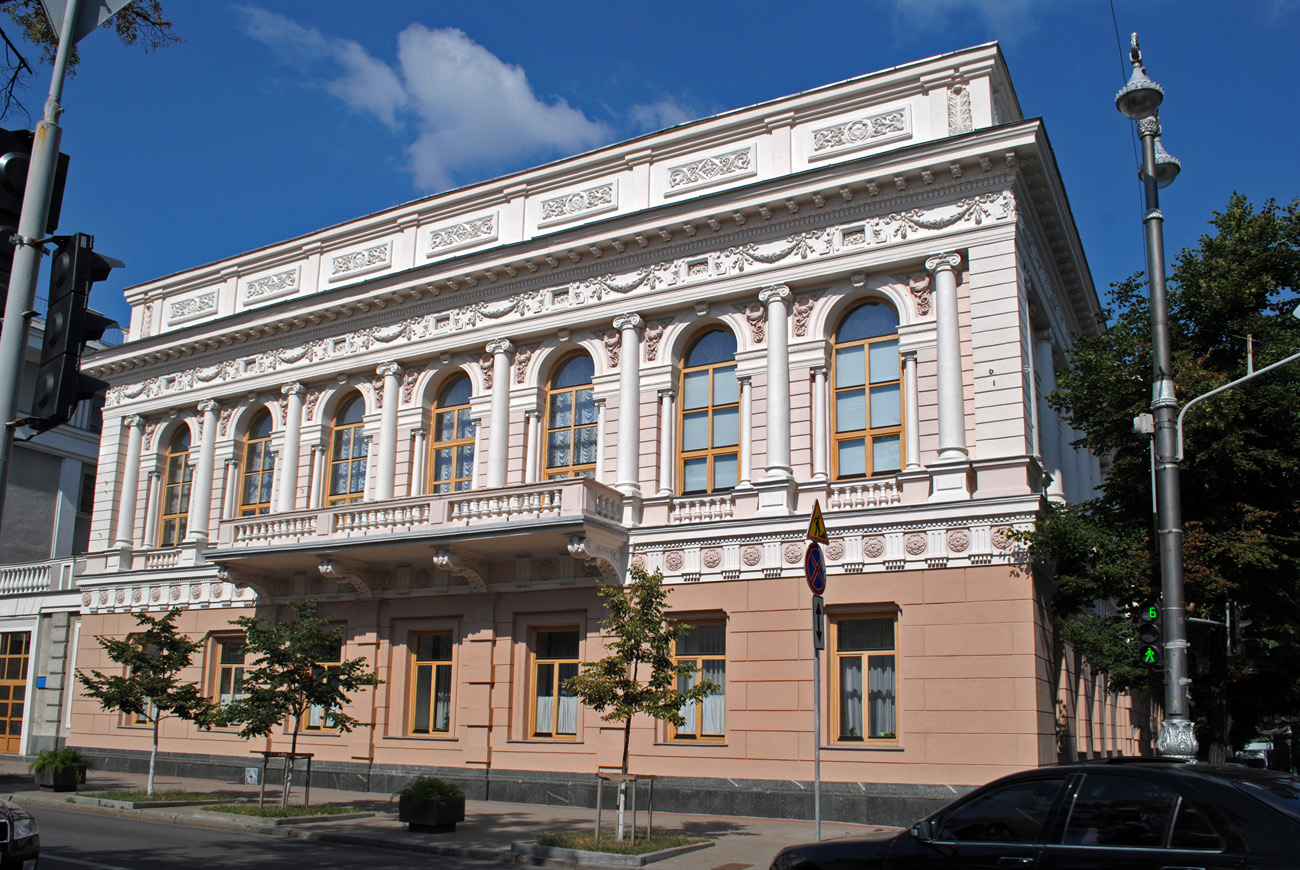
Усадьба Гальперина в стиле неоренессанса. Является одним из лучших образцов застройки Липок второй половины XIX века.
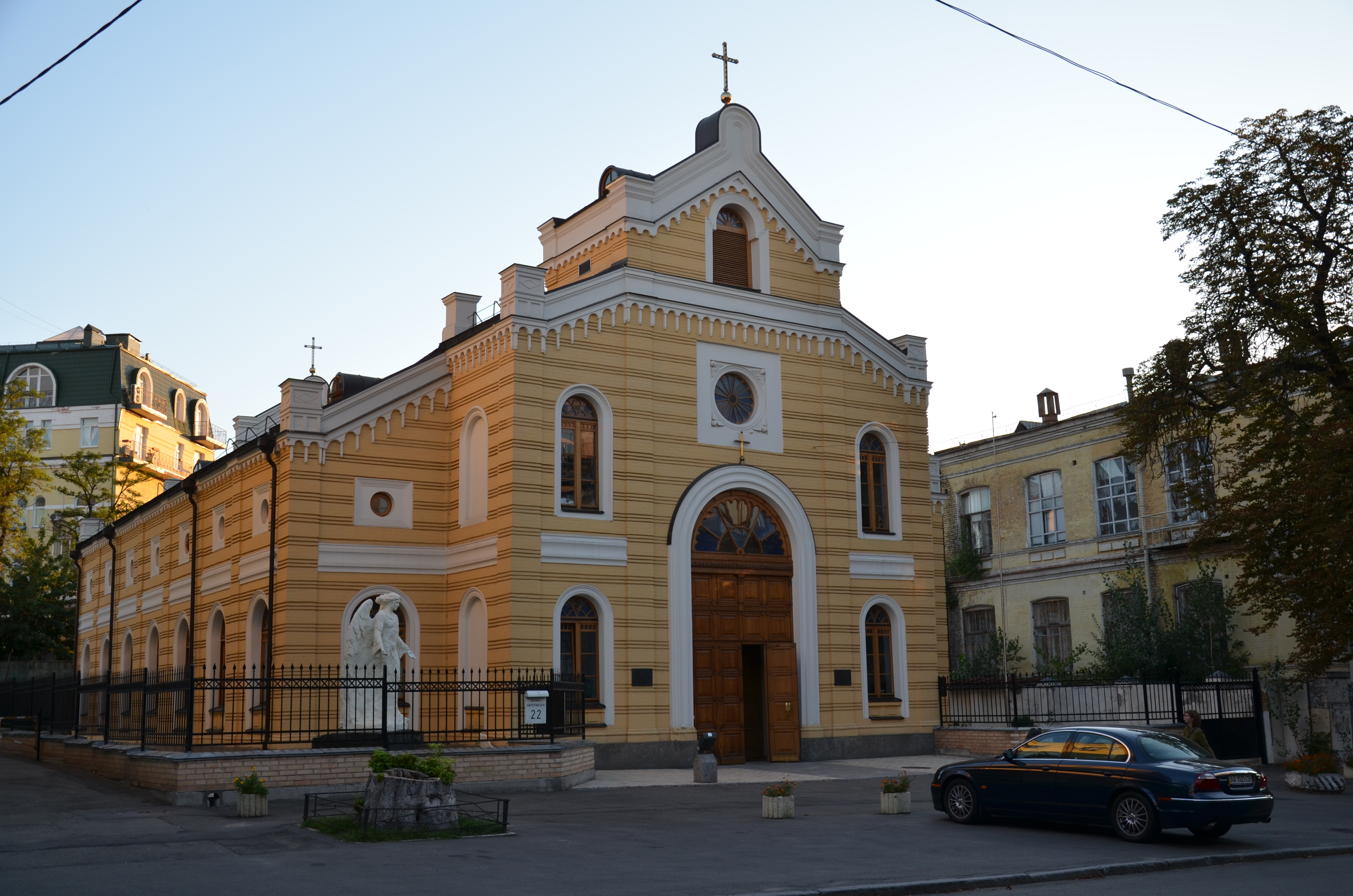
Лютеранская церковь Святой Екатерины — здание, определившее название улицы. В 1930-е годы в церкви размещался клуб воинствующих атеистов. В 1970-х годах — дирекция музея народной архитектуры и быта Украины. В настоящее время здание возвращено церкви.
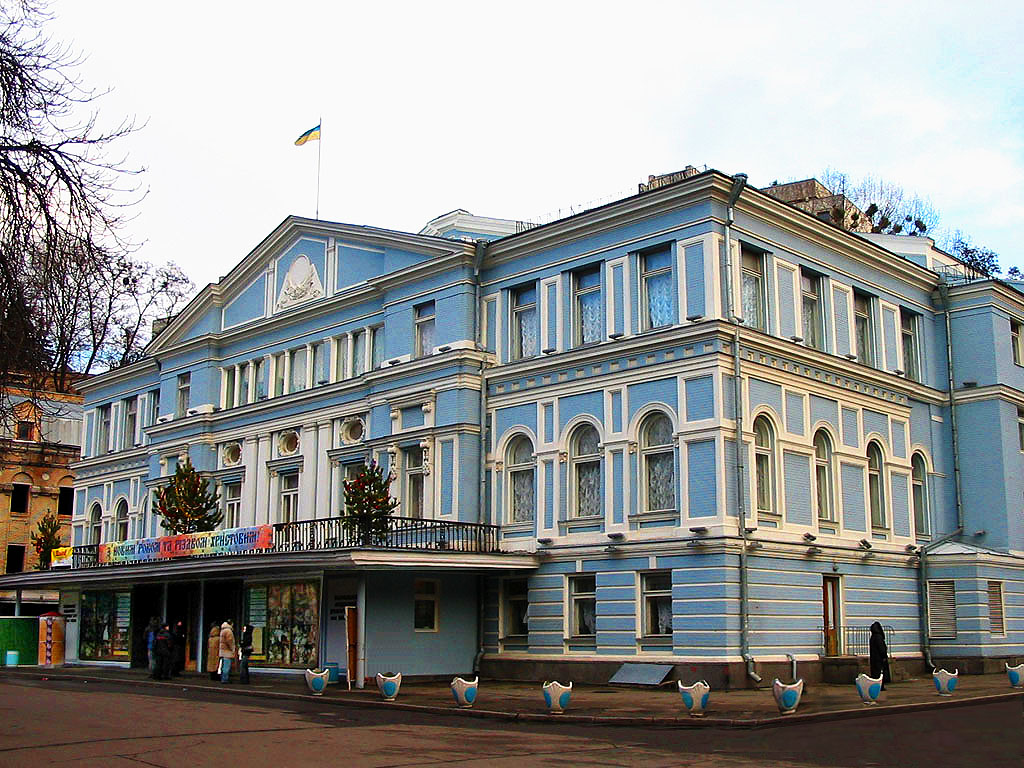
Национальный академический драматический театр им. Ивана Франко. Год постройки - 1898 год. Архитекторы - Шлейфер Георгий Павлович, Брадтман Эдуард-Фердинанд Петрович.
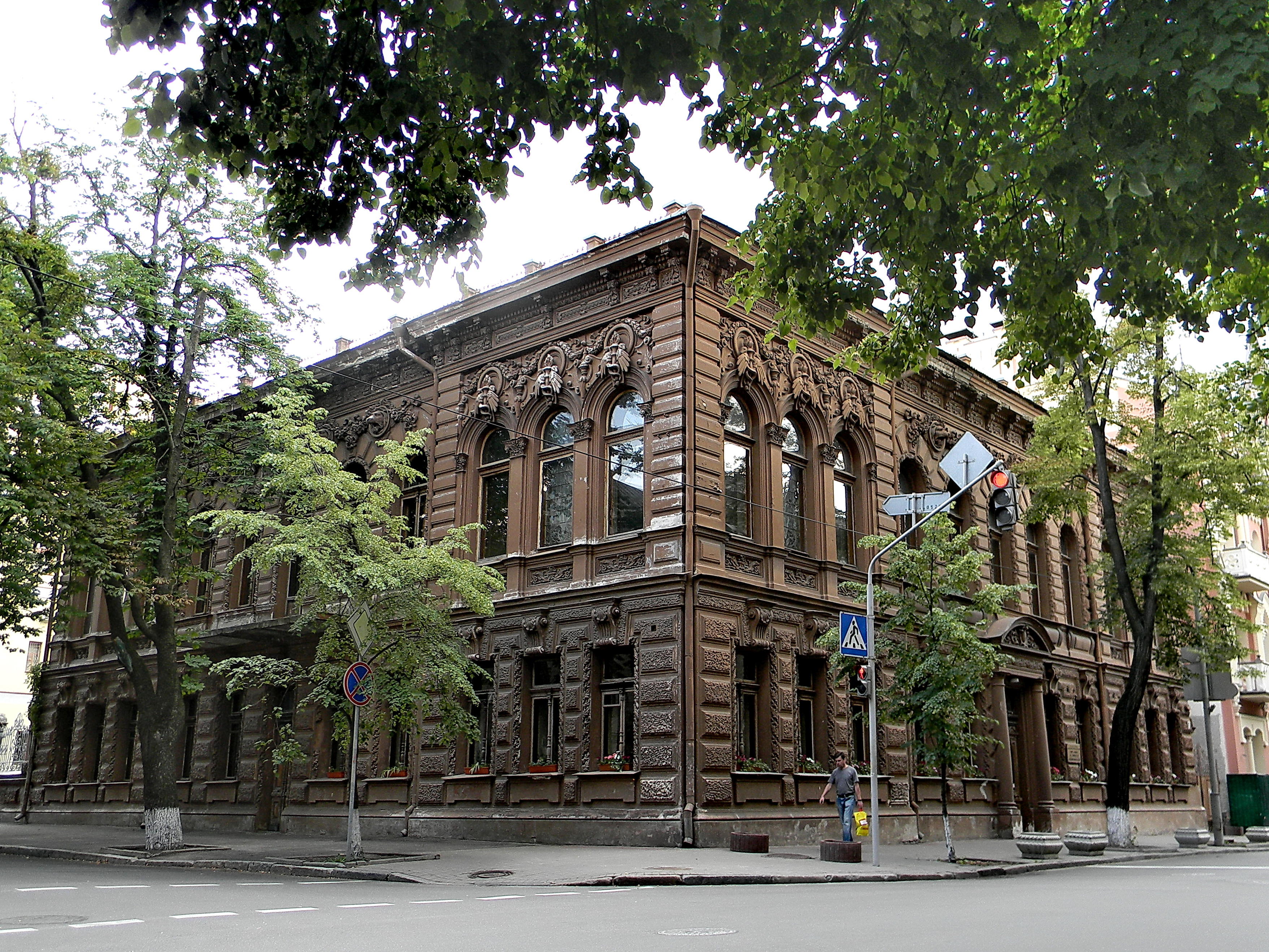
Шоколадный домик (официальное название - особняк С. С. Могилевцева). В особняке в разное время проживали известные деятели науки, общественно-политической и государственной жизни. Построен в 1899—1901 годах.
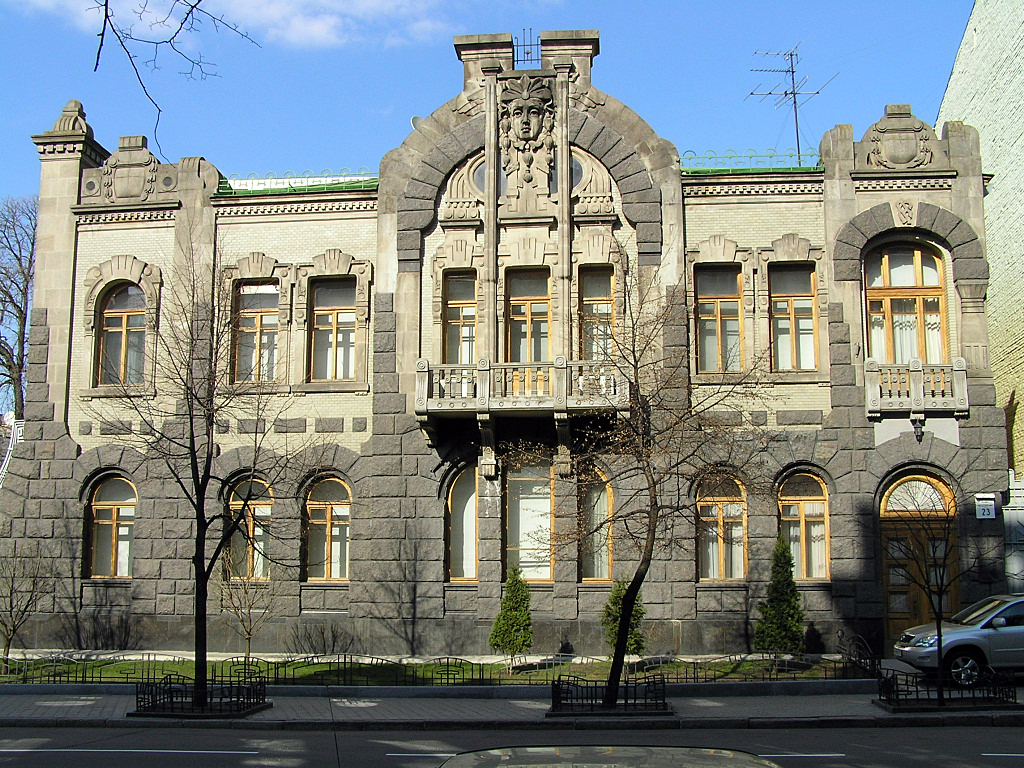
Дом «плачущей вдовы», 1908 года постройки.